# Josef Wilhelm
Josef Wilhelm (1892 – 1956) è stato un ginnasta svizzero.

## Palmarès

### Olimpiadi
- Oro a Parigi 1924 nel cavallo con maniglie.
- Bronzo a Parigi 1924 nel concorso a squadre.